# Vaszil Garvanliev
Vaszil Garvanliev (cirill betűkkel: Васил Гарванлиев, művésznevén: Vasil), (Sztrumica, 1984. november 2. – ) macedón énekes. Ő képviselte volna Észak-Macedóniát a 2020-as Eurovíziós Dalfesztiválon, majd képviseli ténylegesen 2021-ben.

## Magánélet
Vasil 1984-ben született Sztrumica városában. 10 éves korában családjával az Amerikai Egyesült Államokba költöztek, majd 7 éven keresztül ott éltek. Ezalatt Chicagóban opera és pop éneklést tanult. Ezután Milánóban élt, de nem sokra rá Kanada fővárosába, Torontóba költözött, ahol felvételt nyert a Királyi Konzervatóriumba, így 9 évig tartózkodott ott. 2018-ban hazatért, azóta szülővárosában él és dolgozik.

## Karrier
Az énekes már gyermekkorától kezdve folyamatosan énekelt. Hétévesen a Marionka című gyerekdallal jelent meg a képernyőkön. A dal akkoriban népszerű csengőhangként funkcionált. Ebben az időben számos gyerekfesztiválon vett részt, majd miután Chicagóba költöztek az ottani gyerekkórus tagjává vált. Miután 2018-ban visszatért hazájába, két nagy sikerű dalt adott ki Gerdan és Patuvam cím alatt. A 2019-es Eurovíziós Dalfesztiválon a macedón delegációt és Tamara Todevskát erősítette háttérénekesként, majd 2020. január 15-én a macedón műsorsugárzó bejelentette, hogy ő képviseli Észak-Macedóniát az elkövetkező dalfesztiválon a You című dallal. A dalt az előzetes sorsolás alapján először a május 12-i első elődöntő első felében adta volna elő, azonban március 18-án az Európai Műsorsugárzók Uniója bejelentette, hogy 2020-ban nem tudják megrendezni a versenyt a COVID–19-koronavírus-világjárvány miatt. Az észak-macedón műsorsugárzó jóvoltából az énekes lehetőséget kapott az ország képviseletére a következő évben egy új versenydallal. 2021. február 12-én vált hivatalossá a dal címe, míg a versenydalt csak március 11-én mutatták be a dalfesztivál hivatalos YouTube-csatornáján.
Az Eurovíziós Dalfesztiválon a dalt először a május 18-án rendezett első elődöntőben adják elő, a fellépési sorrendben hatodikként, az ausztrál Montaigne Technicolour című dala után és az ír Lesley Roy Maps című dala előtt. Az elődöntőben a nézői szavazatok és a nemzetközi zsűrik pontjai alapján nem került be a dal a május 22-énmegrendezésre került döntőbe. Összesítésben 23 ponttal a 15. helyen végzett. Ugyanebben az évben társszerzője volt a bolgár junior eurovíziós dalnak.

## Diszkográfia

### Kislemezek
- Gerdan (2018)
- Patuvam (2019)
- You (2020)
- PriKazna (2020)
- SudBina (2021)
- Here I Stand (2021)

### Együttműködések
- Mojata Ulica (2020, Davor)